# L'Eau froide
L'Eau froide és una pel·lícula francesa del 1994 escrita i dirigida per Olivier Assayas sobre dos adolescents amb problemes a França durant la dècada de 1970. La pel·lícula es va projectar a la secció Un Certain Regard al 47è Festival Internacional de Cinema de Canes.
A l'octubre de 2007 es va projectar al Pacific Film Archive a Berkeley (Califòrnia), on Assayas va passar una setmana a la residència presentant i discutint les seves pel·lícules amb el públic d'allà. Anava acompanyat del seu amic Jean-Michel Frodon, actual director de la revista Cahiers du cinema, de la qual Assayas en va ser director. Assayas va dir que la pel·lícula és autobiogràfica, reflexionant sobre la seva pròpia adolescència. Va fer tot el possible per repartir actors que no fossin professionals o que, com en el cas del protagonista masculí Cyprien Fouquet (interpretant Gilles), mai abans havia actuat, tot i que la protagonista femenina Virginie Ledoyen (interpretant Christine) havia aparegut en diverses pel·lícules. La pel·lícula va ser fruit d'un encàrrec de la televisió francesa, que volia una pel·lícula de 52 minuts però va permetre a Assayas fer-ne una versió més llarga, després d'algunes negociacions.

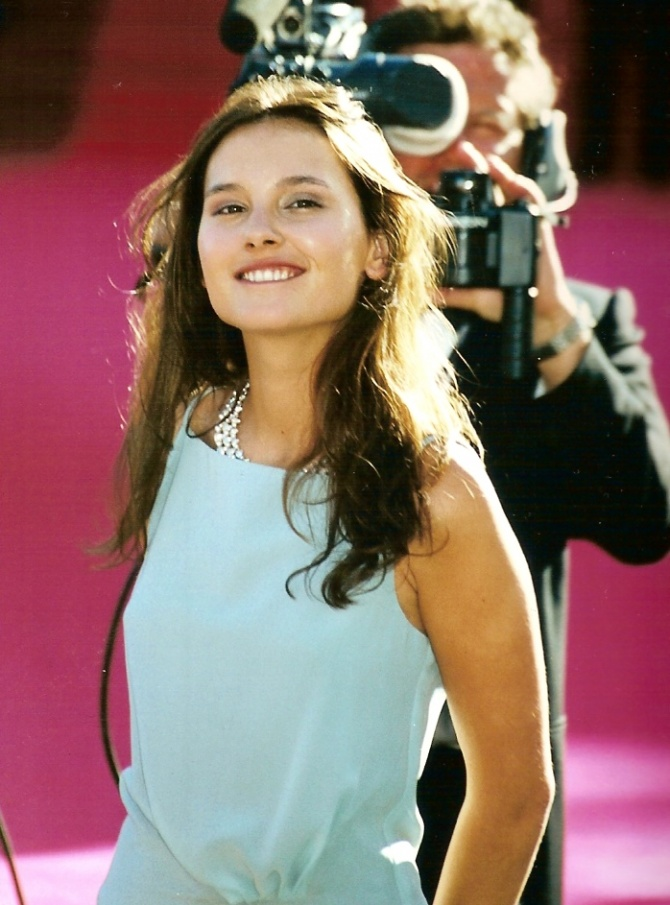
Virginie Ledoyen (Christine)

## Trama
Gilles i Christine són adolescents de llars inestables. Quan fan algun robatori junts, la detenen, però ell se'n va. Ella s'escapa d'una institució mental i el troba en una casa abandonada del camp, on un gran grup d'adolescents rebels fan una festa salvatge durant tota la nit. La música rock nord-americana de l'època es reprodueix de manera destacada i té un efecte molt fort, especialment "Me and Bobby McGee", cantada per Janis Joplin. Es consumeixen drogues, principalment marihuana i haixix. A mesura que la festa s'acaba, Gilles i Christine s'escapen encara més al camp, a la recerca d'una comuna a la Losera on es diu que els artistes viuen sense electricitat ni aigua corrent. Aquesta és la idea de la Christine, però Gilles s'acosta de mala gana. Una conclusió trepidant ens mostra que, com diu Assayas, "la vida real de Gilles ara ha començat".

## Repartiment
- Virginie Ledoyen - Christine
- Cyprien Fouquet - Gilles
- László Szabó – Pare de Gilles
- Jean-Pierre Darroussin - Inspector
- Jackie Berroyer – Pare de Christine
- Dominique Faysse – Mare de Christine
- Smaïl Mekki - Mourad
- Jean-Christophe Bouvet - Professor
- Ilona Györi - Marie
- Renée Amzallag – La infermera
- Jérôme Simonin - Venedor de dinamita
- Laetitia Lemerle - Corrine
- Alexandra Yonnet - Copine blouson
- Caroline Doron - Copine blessée
- Laetitia Giraud - Christiane

## Producció

### Gènesi i guió
Va ser després del fracàs públic d'Une nouvelle vie que Chantal Poupaud li va oferir fer una pel·lícula de la sèrie Tous les garçons et les filles de leur âge. Aquest fracàs l'obliga a renovar el seu cinema i li dona la idea que s'ha d'atrevir més.
Les especificacions de la sèrie demanen fer una pel·lícula sobre l'adolescència, en un període deixat a l'elecció del director entre els anys 1960 i els 1990 fent servir la música rock de l'època, i incloure almenys una escena de festa. Cada pel·lícula ha de durar aproximadament una hora i tenir un pressupost d'aproximadament 5 milions de francs, el rodatge (en format super 16) no ha de superar els 25 dies. La Page blanche, versió curta de L'Eau froide constitueix el quart telefilm de la sèrie, emès després de Portrait d'une jeune fille de la fin des années 60 à Bruxelles de Chantal Akerman, que es va passar el 1968 i abans de Paix et Amour de Laurence Ferreira Barbosa que té lloc a mitjans dels anys 70. Dues més les pel·lícules de la sèrie s'han estrenat a les sales en versió llarga, Les Roseaux sauvages d'André Téchiné i Trop de bonheur de Cédric Kahn.

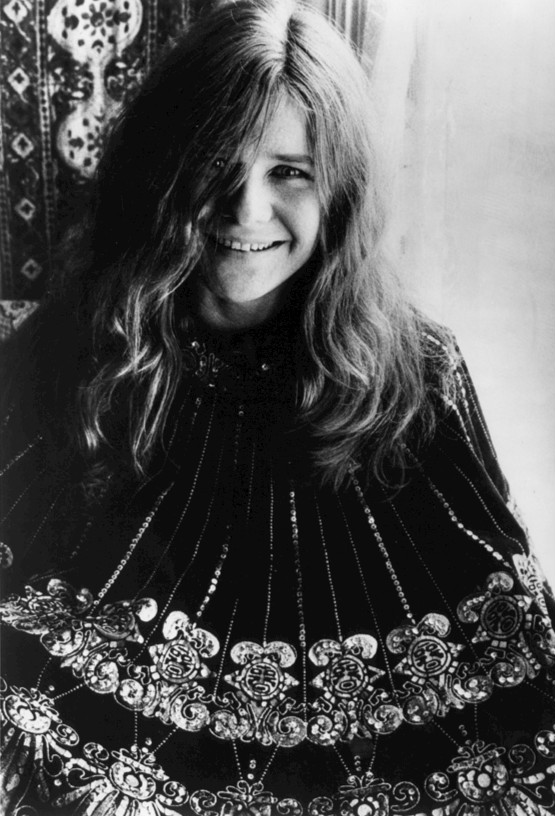
Una peça sencera de Janis Joplin obre la seqüència de la festa a la pel·lícula, seqüència escrita a partir de les peces musicals

El període escollit per Olivier Assayas és el període de la seva pròpia adolescència, que també abordarà en el seu llibre Une adolescence dans l’après-Mai. El director va experimentar algunes dificultats a l'hora d'escriure la pel·lícula: després d'un període molt entusiasta on va recollir anècdotes sobre la seva adolescència, es va sentir «de nou a la paret» a l'hora d'escriure realment el guió, avergonyit de la complaença que hi havia en l'escriptura autobiogràfica. Finalment decideix mantenir alguns elements directament inspirats en la seva joventut, però sobretot seguir els seus personatges, recolzant-se en aquest període que ha «viscut i estimat». La seqüència de la festa, que dura més de la meitat de la pel·lícula, va ser escrita segons les eleccions musicals del director: sabia per l'escriptura que començaria amb Me and Bobby McGee de Janis Joplin, que ella experimentaria «un moment d'exaltació» amb una cançó de Creedence Clearwater Revival i acabaria amb Janitor of Lunacy de Nico. El director considera que la dramatúrgia de la seqüència prové de la música, ha volgut utilitzar les peces senceres «perquè tinguessin temps d'existir com a tals».
En llegir el guió de la pel·lícula d'Olivier Assayas, Arte s'adona que es tracta d'un llargmetratge. La chaîne demande au cinéaste de retravailler pour respecter la commande qui est celle d'un téléfilm d'environ une heure, mais il garde en tête son idée de départ. El canal demana al cineasta que torni a treballar per respectar l'ordre que és el d'una pel·lícula de televisió d'una hora aproximadament, però ell té en compte la seva idea inicial. Finalment, es faran dues versions. Segons Olivier Assayas, la versió cinematogràfica mostra «Christine vista per Gilles» mentre que la pel·lícula de televisió, La Page blanche, està més centrada en el personatge femení, Le Monde considera que és una «concentració» del llargmetratge.

### Càsting
El baix pressupost d'aquesta sèrie prohibeix als directors contractar actors conegutsi com que els personatges principals són adolescents, la majoria dels actors són principiants. Olivier Assayas subratllarà la forta motivació dels seus actors no professionals, així com la generositat i l'interès que mostren «sense ambicions de carrera». Té por de tenir problemes per resoldre escenes amb ells, haver-los d'explicar-ho tot perquè no sabrien situar-se amb relació a la llum, per exemple, però el fet de rodar amb una càmera de llum li permet simplement deixar els seus actors lliures i adaptar-se ells mateixos.
Per al paper de Christine, el director dubta un temps a contractar Virginie Ledoyen, d'una banda perquè és «més guapa» del que s'imagina pel personatge, de l'altra banda perquè ja és actriu (per exemple, va fer el paper principal de la pel·lícula Mima de Philomène Esposito estrenada el 1991.) Finalment, la seva maduresa i el seu caràcter el convenç que ella és més el personatge que totes les altres noies que ha vist per a aquest paper.

### Música addicional
- Avalanche de Leonard Cohen
- Me and Bobby McGee de Janis Joplin
- Up Around the Bend de Creedence Clearwater Revival
- Janitor of Lunacy de Nico
- Virginia Plain de Roxy Music
- Knockin' on Heaven's Door de Bob Dylan
- School's Out d'Alice Cooper
- Easy Livin' d'Uriah Heep
- Cosmic Wheels de Donovan

## Recepció

### Llargmetratge
En la seva estrena, la pel·lícula va ser inicialment prohibida a menors de setze anys. Aquesta decisió va ser presa pel Ministre de Cultura Jacques Toubon durant un període de vacant al capdavant de la Comissió per a la classificació de les obres cinematogràfiques, entre el finalització del mandat del seu president i l'arribada del següent. Aquest tipus de decisions no solen ser de les competències del ministre. Aquesta decisió la pren el ministre després de consultar el seu assessor de cinema i el seu cap de gabinet, sense que aquests hagin vist la pel·lícula, per recomanació d'una subcomissió de la comissió de classificació i pendent de la decisió de la comissió en sessió plenària. La raó esmentada pel ministre és el fet que la pel·lícula tracta sobre el suïcidi d'adolescents. El diari Le Monde, tot i que assenyala que aquesta decisió és el resultat»d'una acumulació d'anomalies administratives més que un desig afirmat d'evadir una obra aclamada per la crítica» qualifica aquesta decisió com a «censura». El periodista de Le Monde, Thomas Sotinel recorda que el suïcidi dels joves és el tema de nombroses obres d'art i traça una connexió entre aquesta pel·lícula i els llibres de Goethe o la música de Nirvana. Subratlla que el missatge per als cineastes que posteriorment voldran abordar aquest tema és «preocupant» i escriu que «decideix posar-lo fora de l'abast dels mateixos espectadors a qui s'adreça, és un acte de menyspreu cap al públic i al director.»
L'11 de juliol, durant la seva reunió, la comissió de classificació va demanar que s'aixequés la prohibició i va ser seguida per Jacques Toubon.
La pel·lícula va vendre poques entrades a França, sortint durant un estiu difícil per al cinema francès. Le Monde assenyala que el 25 d'agost només sumava 23,000 entrades a París malgrat un bon començament de 8.500 entrades a sis cinemes només la primera setmana.

### Telefilm
El diari Le Monde jutja que «poques vegades els personatges tenen la impressió d'existir tan sols» i lloa la fluïdesa de la càmera capaç de captar cossos i mirades d'adolescents, evocant en parlar de la pel·lícula tant Philippe Garrel com Raymond Depardon.
Durant una reedició del telefilm el 1999, el mateix diari va estimar que aquesta pel·lícula «restaura amb molta precisió la urgència i la febre de l'adolescència» i elogia la qualitat de l'actuació.

## Distincions
- Césars du cinéma 1995 : nominació al César a la millor promesa femenina per Virginie Ledoyen,[17]
- Festival Internacional de Cinema Independent de Bordeus de 2012: nominació per Olivier Assayas (retrospectiva dedicada a ell).
- 47è Festival Internacional de Cinema de Canes secció Un certain regard[18] per Olivier Assayas,
- Festival de Cinema de Nova York 1994: en selecció.[19]